# John Wesley
John Wesley (ur. 17 czerwca?/28 czerwca 1703 w Epworth, zm. 2 marca 1791 w Londynie) – angielski duchowny anglikański, teolog, kaznodzieja przebudzeniowy, współtwórca, wraz z bratem Charlesem, ruchu metodystycznego, a potem niezależnego Kościoła Metodystycznego. Jego idee miały zasadniczy wpływ na rozwój ewangelikalizmu oraz powstanie ruchu uświęceniowego, a potem także pentekostalizmu.
Bohater wiary Kościołów protestanckich, szczególnie metodystycznych i zielonoświątkowych, także luterańskich; uznany za odnowiciela Kościoła; święty Kościoła anglikańskiego.

## Życiorys
Był jednym z dziewiętnaściorga dzieci pastora Kościoła anglikańskiego. Jego dziadek też był duchownym, dlatego John również zaczął służyć Kościołowi. Studiował na Uniwersytecie Oksfordzkim, a święcenia przyjął w 1727 roku. Razem z młodszym bratem utworzył tzw. „Święty Klub” – świeckie stowarzyszenie skupiające młodych mężczyzn, głównie studentów oksfordzkich, mające na celu działalność misyjną. Z czasem ten ruch przekształcił się w Kościół Metodystyczny.
W 1735 roku bracia Wesleyowie odwiedzili jako misjonarze amerykańską kolonię Georgia, lecz pobyt tam nie okazał się udany. Gdy wrócili do Anglii w 1738 roku John doświadczył przeżycia, które odmieniło jego życie, a miało swój początek trzy lata wcześniej w czasie podróży morskiej do Georgii. W pewnej chwili w trakcie tej podróży nadszedł sztorm i połamał maszt statku. Podczas gdy wszyscy Anglicy na statku byli przerażeni, bracia morawscy znajdujący się na pokładzie spokojnie śpiewali nabożne pieśni i modlili się. To doświadczenie sprawiło, że Wesley sądził, że morawianie mieli siłę wewnętrzną, której mu brakowało. Kolejne doświadczenie z 24 maja 1738 na spotkaniu braci morawskich przy ulicy Aldersgate w Londynie, na którym czytano wstęp Lutra do Listu do Rzymian i które opisał słowami: „czułem, że moje serce dziwnie rozgrzewa się”, było tylko jednym z wielu doświadczeń w jego podróży wiary. Kilka tygodni później wygłosił znaczące kazanie o doktrynie osobistego zbawienia w chwili obecnej dokonującego się przez wiarę.
Chociaż jego rozumienie zarówno usprawiedliwienia, jak i pewności zbawienia dojrzewało, nigdy nie przestał głosić znaczenia wiary dla zbawienia i o świadectwie bycia dzieckiem Bożym, które składa Duch Boży i duch człowieka wierzącego.
Sprzymierzył się ze społecznością braci morawskich z Fetter Lane, i w 1738 odbył podróż do Herrnhut, morawskiej centrali w Niemczech. Pod koniec 1739 roku zerwał jednak z braćmi morawskimi w Londynie z powodu ich, jak to określał, popadnięcia w różne herezje, zwłaszcza kwietyzm. Zaczął formować własny ruch, który spotykał się z opozycją i prześladowaniami.
John Wesley poświęcił się misji odmieniania życia innych ludzi poprzez modlitwę, studiowanie Biblii i rygoryzm moralny. Przez pół wieku podróżował po Anglii, odprawiając nabożeństwa i wygłaszając kazania. Czasem spotkania religijne odbywały się w kościołach, często jednak pod gołym niebem lub na placach targowych. Podobno John Wesley przejechał konno 400 000 km i wygłosił 50 000 kazań. Napisał też wiele znanych pieśni religijnych. Wesley nie tylko organizował grupy metodystów, ale także ze zwykłych ludzi czynił kaznodziejów oraz swych pomocników. Pragnął pozostać członkiem Kościoła anglikańskiego, ale bolało go to, że kościół zbyt mało przejmował się tym, co go trapiło, zwłaszcza warunkami życia biednych mieszkańców miast i wsi. Do rozłamu doszło w 1784 roku, gdy Wesley naruszył reguły kościoła anglikańskiego, wyświęcając na kaznodziejów grupę metodystów. Do końca życia starał się utrzymać ruch metodystyczny w ramach Kościoła anglikańskiego i dopiero po śmierci Wesleya ukształtował się w Wielkiej Brytanii odrębny Kościół metodystyczny.